# Schlosskapelle (Monschau)

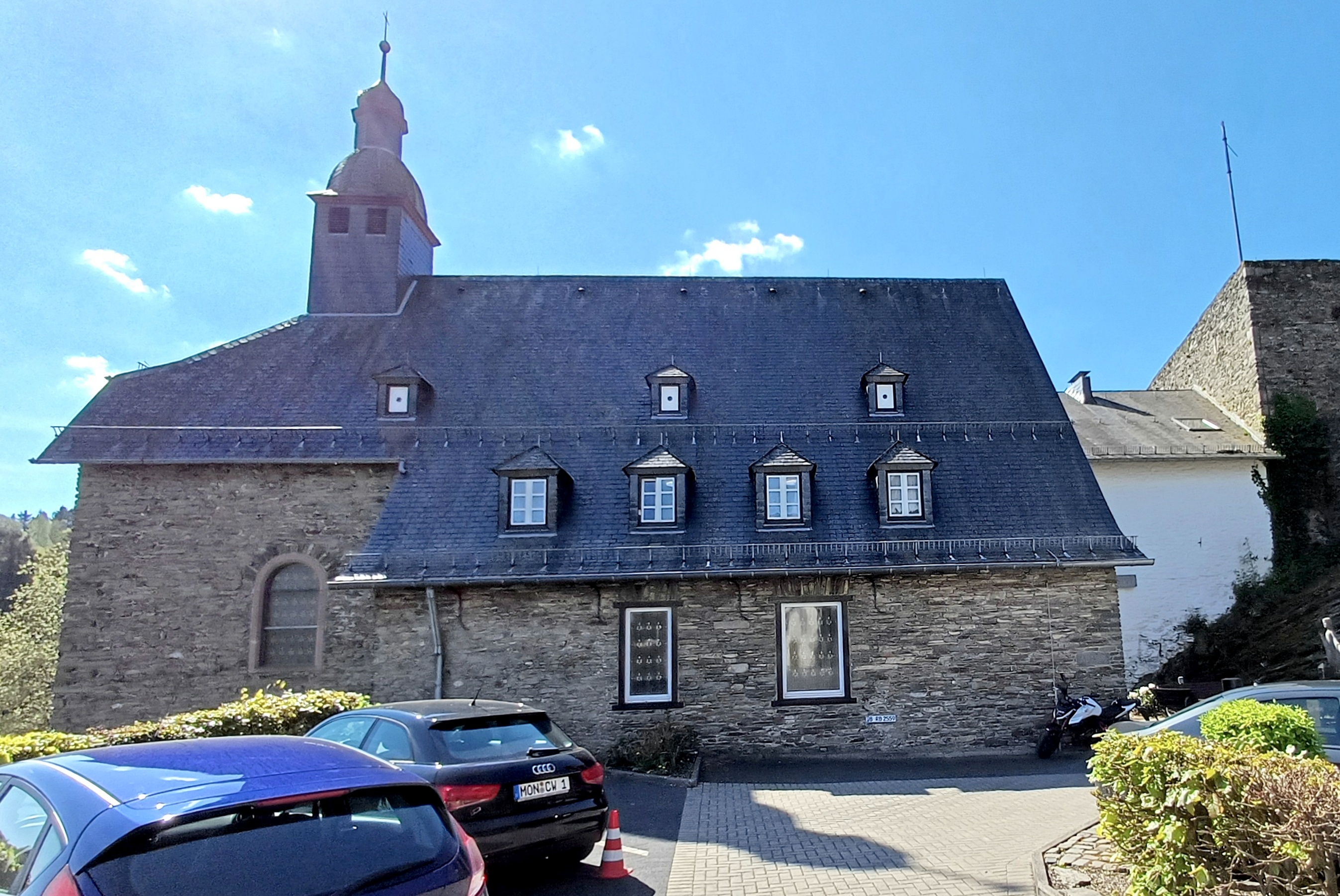
Schlosskapelle (2024)

Die Schlosskapelle in Monschau ist ein denkmalgeschütztes Kirchengebäude am Rande der Burg Monschau und war bis 1650 die erste Kirche des Ortes. Sie wurde erstmals 1369 erwähnt und unter dem Patrozinium der Heiligen Martin und Josef gestellt. Seit 1917 ist die Kapelle in Besitz des benachbarten Maria-Hilf-Stifts und dient seit 1980 dem dortigen Altersheim als Kommunikationszentrum.

## Geschichte
Im Zuge der Erbauung der Burg Monschau im ausgehenden 12. Jahrhundert durch  Walram II. wurde für die Schlossbewohner im Bereich der Unterburg eine erste kleine Kapelle erbaut. Diese wurde später durch einen Nachfolgebau ersetzt, der erstmals 1336 als „nuwe Capelle“ urkundliche Erwähnung fand. Sie wurde im Bereich der östlichen Ringmauer errichtet, nachdem vor 1320 unter Herzog Rainald I. von Limburg die Vorburg – das heutige Altersheim – erbaut worden war. Es erfolgte dabei die Angliederung des Chors an einen quadratischen Wehrturm, der in beide Richtungen die Wehrmauer flankierte. Zwei erhaltene Schießscharten weisen noch auf die Funktion als vormaligen Wehrturms hin.
Zu jener Zeit gehörte der Ort Monschau zur Pfarrei Konzen und die Bewohner Monschaus waren deshalb gezwungen, ihre Gottesdienste in Konzen wahrzunehmen. Erst 1486 gestattete ihnen die Burgverwaltung, die Schlosskapelle zu nutzen, wobei Gottesdienste und Seelsorge in den Händen von Prämonstratensern aus dem Kloster Reichenstein bei Kalterherberg lagen, Taufen, Trauungen und Beerdigungen jedoch weiterhin in Konzen stattfinden sollten. Im Jahr 1543 belagerten Truppen Kaiser Karls V. im Rahmen des Dritten Geldrischen Erbfolgekriegs den gesamten Burgkomplex sowie die Stadt Monschau mit schwerem Geschütz und beschädigten die Kapelle dabei nachhaltig. Erst zwischen 1557 und 1558 konnte die Schlosskapelle wieder hergerichtet werden. Dabei wurden unter anderen größere Fensteröffnungen in die Seitenwände des Kirchenschiffes eingelassen und mit Sandsteineinfassungen aus Nideggen ausgestattet.
Nach dem Tod des letzten Herzogs Johann Wilhelm von Jülich-Kleve-Berg im Jahr 1609 erhob der zum Calvinismus konvertierte Markgraf von Brandenburg Johann Sigismund im Rahmen des Jülich-Klevischen Erbfolgestreits Anspruch auf das Herzogtum und damit auch auf die vorhandenen Besitztümer. Im Zuge dessen stellte sein Ortsverwalter Amtmann von Ketteler die Schlosskapelle zuerst den Lutheranern und dann den Reformierten zur Verfügung. Nach der Eroberung von Monschau durch die Spanier im Verlauf des Dreißigjährigen Kriegs gelangte sie im Jahr 1622 wieder in den Besitz der Katholiken zurück.

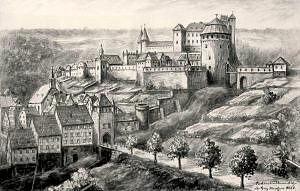
Burg Monschau mit der Schlosskapelle mittig in der östlichen Burgmauer, links darunter die neue Kirche

Mit Vertrag von 6. August 1639 wurde Monschau mit den Ortsteilen Höfen und Rohren von der Pfarrei Konzen abgetrennt und zur selbstständigen Pfarrei erklärt. Nach den Wirren des Dreißigjährigen Krieges und wegen der wieder steigenden Bevölkerungszahl ließen die Prämonstratenser zwischen 1649 und 1650 unterhalb der Schlosskapelle die neue Pfarrkirche St. Mariä Geburt im Stadtzentrum erbauen, wodurch die Kapelle nach rund 300 Jahren ihre Bedeutung als einziges Gotteshaus verlor. Dennoch lassen sich für das ausgehende 17. Jahrhundert noch weitere umfangreiche Baumaßnahmen an der Kapelle nachweisen.
Während der französischen Besatzungszeit zwischen 1794 und 1815 wurde die Schlosskapelle von den neuen Machthabern zwangsweise profaniert und 1810 an Privatleute versteigert. So erwarb sie zunächst der Tuchfabrikant Schlösser, ab 1854 Jacob Hirsch, Besitzer einer Brennerei, und schließlich im Jahr 1917 das „Maria Hilf Hospital“, das sich seit 1857 in den ehemaligen Kasernengebäuden der Vorburg niedergelassen hatte. Dabei wurde von all diesen Besitzern das vormalige Kapellengebäude bis in die 1960er-Jahre unter anderem als Stall, Scheune und Abstellraum genutzt. Erst nach der Schließung des Hospitals und dessen Umbau zu einem Altenheim im Jahr 1970 befasste sich die Maria-Hilf-Stiftung wieder mit der alten Schlosskapelle. Die Stiftung veranlasste 1983 eine aufwändige Restaurierung nach Plänen von Ursula Legge-Suwelack sowie den Umbau zu einem Kommunikationszentrum für das Altenheim. Im Zuge dessen wurde sie zudem unter Denkmalschutz gestellt.

## Baucharakteristik

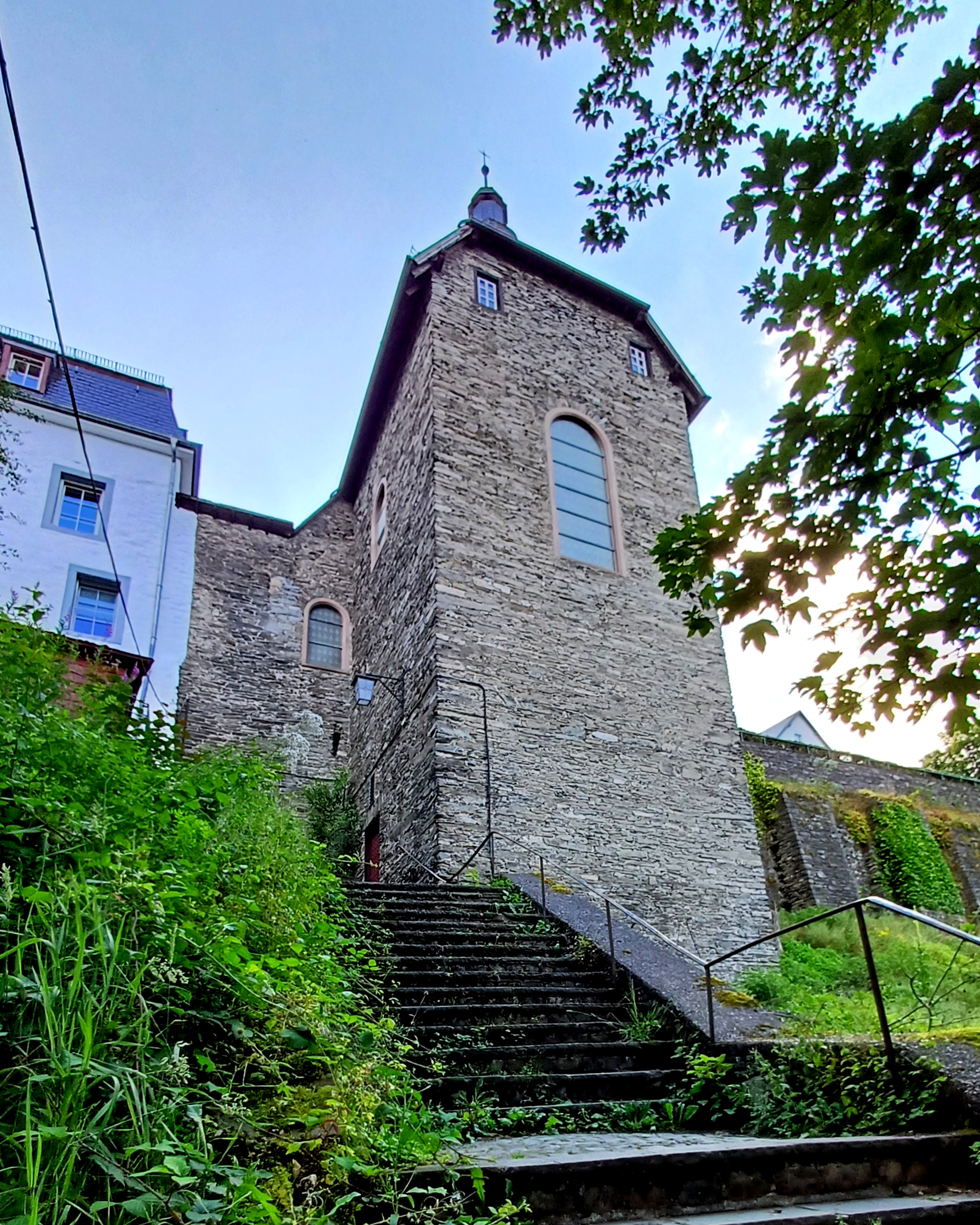
Blick vom Tal, Kapellenapsis auf dem Sockel des ehemaligen Wachturmes

Bei der mehrfach veränderten Schlosskapelle handelt es sich um eine einschiffige Saalkirche in Bruchsteinbauweise im romanischen Stil, die in den Mittelbereich des alten Wehrturmes eingelassen wurde. Dazu wurde die burgseitige Westseite des Turmes geöffnet und mit dem neu angebauten zum Turmdurchmesser hin doppelt so breiten Kirchenschiff mit den Maßen 12 × 8 Meter verbunden. Der vormalige Turmbereich selbst wurde für den Chor und die Apsis umgestaltet. Das Kapellengebäude ist abgedeckt mit einem zur Turmseite hin abgewalmten hohen Satteldach mit weiten Auskragungen. An der Südseite befindet sich ein kleiner Nebeneingang für die Bürger der Stadt Monschau, der über einen langgezogenen Treppenaufgang von der Monschauer Talseite aus erreicht wird, wogegen die Burgbewohner den Haupteingang auf dem Burgplateau benutzten.
Im Bereich des vormaligen Wehrturmes sind seitlich je eins der 1558 vergrößerten Rundbogenfenster mit Sandsteineinfassung und in den Seitenwänden des Kirchenschiffes jeweils zwei Rechteckfenster aus späterer Anfertigung eingebaut; alle mit gemustertem Bleiglas ausgestattet. Darüber hinaus wurden nachträglich auf zwei Ebenen mehrere Dachgauben im Satteldach eingelassen, wodurch die Kapelle nach außen hin einen dreigeschossigen Charakter erhält.
Ein kleiner querrechteckiger dreistufiger Glockenstuhl über dem Chortrakt krönt die Schlosskapelle, in dem ein aus dem Jahre 1810 stammendes Glöckchen aus dem alten Ursulinenkloster Monschaus im Zuge der Renovierungsarbeiten im Jahr 1983 aufgehängt wurde.